# Programa de compensación de enfermedades profesionales de los empleados de Energía
La Ley del Programa de compensación de enfermedades profesionales de los empleados de Energía (EEOICPA por sus siglas en inglés, «Energy Employees Occupational Illness Compensation Program») es un programa de compensación aprobado por el Congreso de los Estados Unidos en 2000 y está diseñado para compensar a las personas que trabajaron en la producción de armas nucleares y como resultado de exposiciones ocupacionales contrajeron ciertas enfermedades. EEOICPA fue promulgada por el presidente Bill Clinton el 30 de octubre de 2000. 

## Orden ejecutiva 13179
Una traducción no oficial de la orden Ejecutiva 13179:
Desde la Segunda Guerra Mundial, cientos de miles de hombres y mujeres han servido a su nación en la construcción de su defensa nuclear. En el curso de su trabajo, superaron desafíos científicos y técnicos previamente inimaginables. Sin embargo, miles de estos valientes estadounidenses pagaron un alto precio por su servicio, desarrollando enfermedades incapacitantes o fatales como resultado de la exposición al berilio, la radiación ionizante y otros peligros únicos para la producción y prueba de armas nucleares. Con demasiada frecuencia, estos trabajadores no estaban adecuadamente protegidos ni informados de los riesgos laborales a los que estaban expuestos.
Los programas de compensación para trabajadores existentes no han logrado satisfacer las necesidades de estos trabajadores y sus familias. Los programas federales de compensación de trabajadores generalmente no han incluido a estos trabajadores. Además, debido a los largos períodos de latencia, la singularidad de los riesgos a los que estuvieron expuestos y los datos de exposición inadecuados, muchas de estas personas no han podido obtener beneficios estatales de compensación para trabajadores. Este problema se ha exacerbado por la política anterior del Departamento de Energía (DOE) y sus predecesores de alentar y ayudar a los contratistas del DOE a oponerse a las reclamaciones de los trabajadores que solicitaron esos beneficios. Esta política ha sido revertida recientemente.

Si bien la nación nunca puede reembolsar por completo a estos trabajadores o sus familias, merecen reconocimiento y compensación por sus sacrificios. Desde el anuncio histórico de la Administración en julio de 1999 de que tenía la intención de compensar a los trabajadores de armas nucleares del DOE que sufrieron enfermedades ocupacionales como resultado de la exposición a los riesgos únicos en la construcción de la defensa nuclear de la Nación, ha sido la política de esta Administración apoyar la justicia y la oportunidad compensación para estos trabajadores y sus sobrevivientes. El Gobierno Federal debe proporcionar la información necesaria y ayudar a los empleados del DOE o sus contratistas a determinar si sus enfermedades están asociadas con las condiciones de su trabajo relacionado con las armas nucleares; debe proporcionar a los trabajadores y sus sobrevivientes toda la información pertinente y disponible necesaria para evaluar y procesar reclamos; y debe garantizar que este programa minimice la carga administrativa sobre los trabajadores y sus sobrevivientes, y respete su dignidad y privacidad. Esta orden establece las responsabilidades de la agencia para lograr estos objetivos, basándose en los principios articulados de la Administración y el marco establecido en la Ley del Programa de Compensación de Enfermedades Profesionales de los Empleados de Energía de 2000. Los Departamentos de Trabajo, Salud y Servicios Humanos y Energía serán responsables de desarrollar e implementar acciones bajo la Ley para compensar a estos trabajadores y sus familias de manera compasiva, justa y oportuna. Otras agencias federales, según corresponda, ayudarán en este esfuerzo.

## Administración del programa
El programa es administrado por cuatro agencias federales, y el Departamento de Trabajo (DOL) tiene la responsabilidad principal de administrar el programa de compensación. EEOICPA, según enmendado, tiene cuatro secciones: la Parte A establece el programa de compensación. La Parte B cubre individuos, o ciertos sobrevivientes de individuos, que trabajaron en una instalación cubierta y que han desarrollado sensibilidad al berilio, enfermedad crónica del berilio, silicosis crónica o un cáncer radiogénico. La Parte C contiene una serie de disposiciones relacionadas con la administración de EEOICPA y su relación con otras leyes federales y estatales. La Parte D fue derogada el 28 de octubre de 2004 y reemplazada por la Parte E, que es para ciertas personas, o ciertos sobrevivientes de personas, que trabajaron en una instalación del Departamento de Energía o en una mina o fábrica de uranio y desarrollaron cualquier enfermedad resultante del trabajo, como exposición relacionada con toxinas. La compensación según la Parte B es un pago global de US$150.000, excepto para las personas elegibles que ya recibieron el pago según la Sección 5 de la Ley de Compensación por Exposición a la Radiación (RECA por sus siglas en inglés). Las personas bajo la RECA solo recibirán un pago global de $$50.000. Además del pago de la suma global, la compensación incluye beneficios médicos desde la fecha en que un individuo presenta un reclamo. La compensación según la Parte E es variable hasta $$250.000 en función de la pérdida salarial, el deterioro y la supervivencia.
Las instalaciones que están cubiertas por la Ley están determinadas por el DOL y el Departamento de Energía (DOE).
DOL envía reclamos presentados bajo la Parte B de la Ley por cánceres que pueden haber sido causados por la exposición a la radiación ocupacional al Instituto Nacional para la Seguridad y Salud Ocupacional (NIOSH) para una reconstrucción de dosis de radiación. NIOSH solicita los registros de exposición individual del empleado de energía al DOE y entrevista al reclamante o sobrevivientes para obtener información para usar en la reconstrucción de la dosis. NIOSH también recopila todos los datos relevantes sobre el sitio de trabajo del individuo, si está disponible, para completar la reconstrucción de la dosis. Una vez que se completa la reconstrucción de la dosis, NIOSH envía la reconstrucción de la dosis a DOL y toma decisiones de compensación. La oficina responsable de completar las reconstrucciones de dosis para NIOSH es la División de Análisis y Soporte de Compensación (DCAS).
Todos los demás reclamos de la Parte B y todos los reclamos de la Parte E permanecen en DOL para la revisión y las determinaciones de compensación.

## Implementación
En julio de 2001, se abrieron nueve Centros de Recursos de Compensación de Empleados de Energía como una iniciativa conjunta de los Departamentos de Trabajo y Energía. Fueron dotadas de personal y recursos para ayudar a los trabajadores y sus familias con la presentación de reclamaciones. El Departamento de Energía debe proporcionar datos de exposición y documentación de trabajo. Actualmente hay once centros de recursos. 

## Estado de las reclamaciones
A partir del 13 de marzo de 2016, EEOICP ha proporcionado US$12.300.456.504 en compensación y pagos de facturas médicas a los trabajadores enfermos y sus familias.